# Arentim
Arentim ist ein Ort und eine ehemalige Gemeinde (Freguesia) im Norden Portugals.

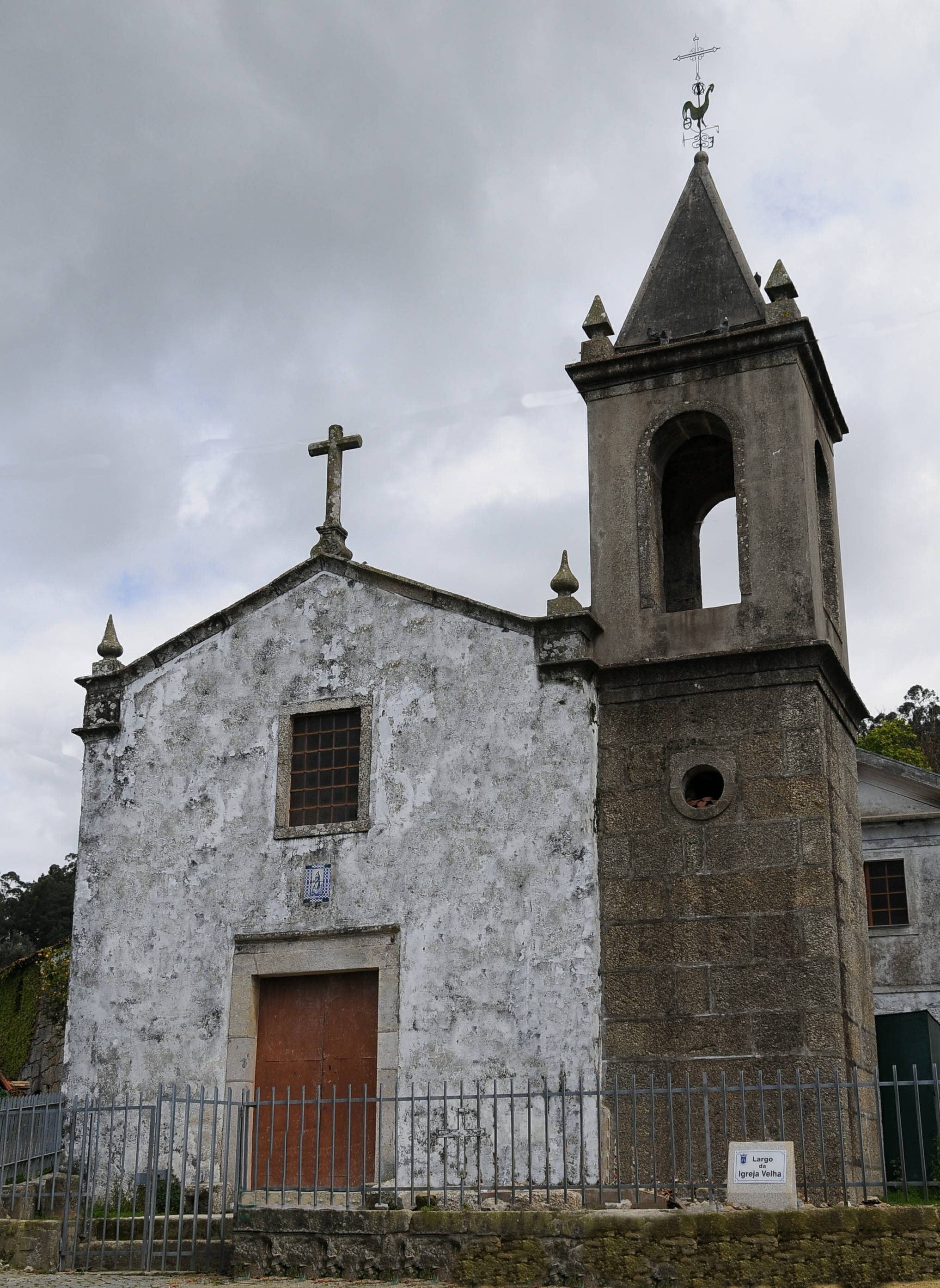
Kirche von Arentim

Arentim gehört zum Kreis Braga im gleichnamigen Distrikt Braga. Die Gemeinde hatte eine Fläche von 2,4 km² und 888 Einwohner (Stand 30. Juni 2011).
Am 29. September 2013 wurden die Gemeinden Arentim und Cunha zur neuen Gemeinde União das Freguesias de Arentim e Cunha zusammengeschlossen. Arentim ist Sitz dieser neu gebildeten Gemeinde.